# Jean de Chelles

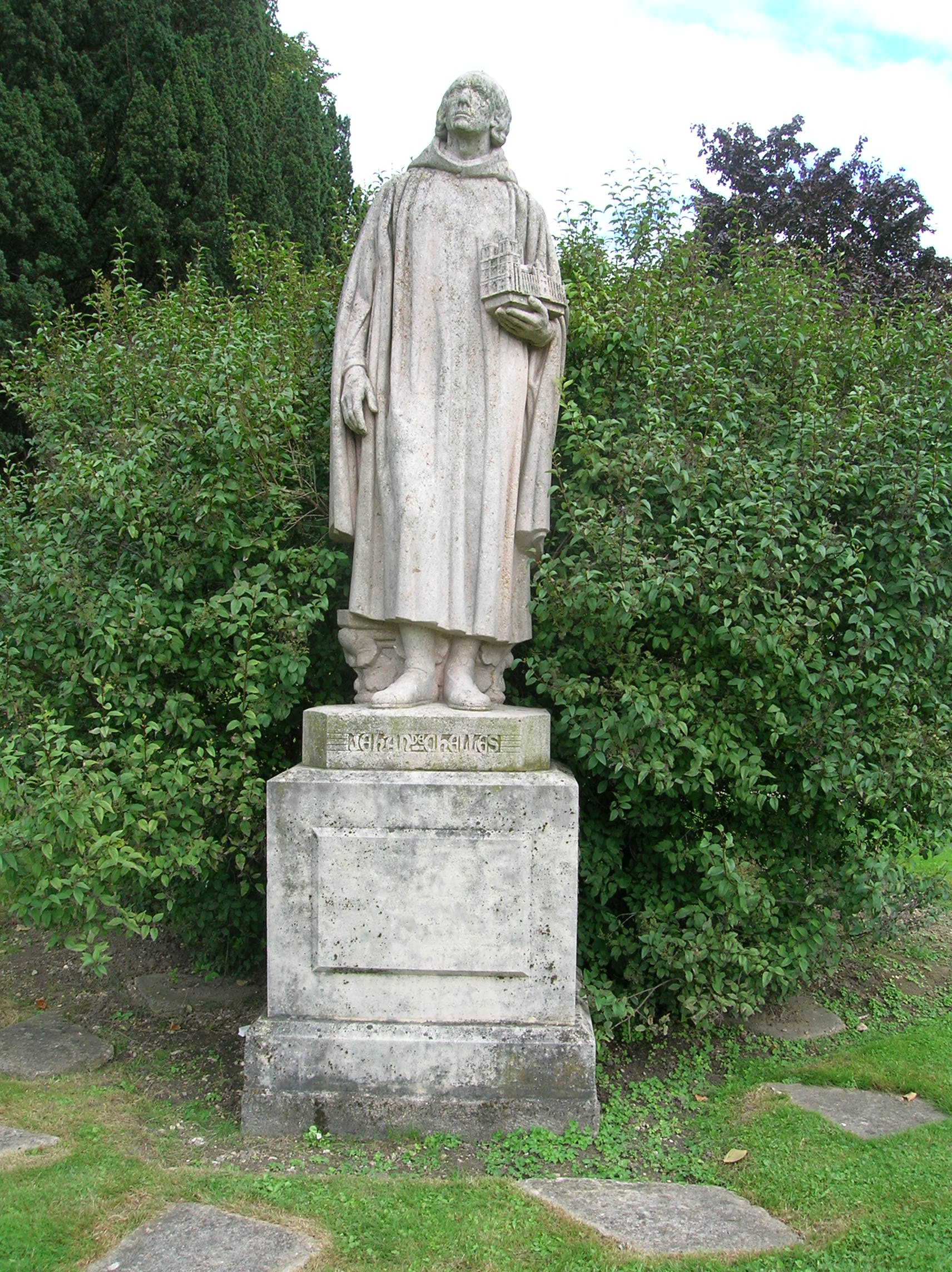
Statue von Jehan de Chelles, Parc du souvenir, Chelles

Jean de Chelles oder Jehan de Chelles war einer der Architekten der Kathedrale Notre-Dame de Paris. Er begann seine Arbeit an seinem Meisterwerk 1258 und beendete sie 1265, dem Jahr, in dem er vermutlich starb. Pierre de Montreuil wurde sein Nachfolger.
An der Außenmauer des südlichen Querschiffs kann man eine Plakette aus dem Jahr 1258 sehen, mit der er sein Werk signiert.
Von ihm stammen unter anderem die Nordfassade des Querschiffs, das Klosterportal und dessen Rosette, sowie das Saint-Etienne-Portal. Den südlichen Teil des Querschiffs konnte er nur beginnen; dieser wurde von Pierre de Montreuil fertiggestellt. Er gilt auch – neben Pierre de Montreuil – als Architekt der Sainte-Chapelle; darüber hinaus wird ihm ein bildhauerisches Werk sowie eine Beteiligung am Bau der Kathedrale Saint-Julien in Le Mans zugeschrieben.
Ein Verwandter von ihm, vielleicht sein Sohn oder Neffe, Pierre de Chelles, arbeitete um 1300 bis 1318 an der Kathedrale, am Lettner und an einigen Kapellen.
Jean de Chelles gehörte zusammen mit Pierre de Montreuil, Robert de Coucy, Peter Palet, Hugues Libergier sowie Alexandre und Colin de Berneval zu den großen Baumeistern der französischen Gotik.